# Moeka Minami
Moeka Minami (南 萌華 Minami Moeka?), född den 7 december 1998, är en japansk fotbollsspelare som spelar för den japanska klubben Urawa Reds.
Minami ingick i det japanska lag som vann U17-världsmästerskapet i fotboll för damer 2014.
Minami debuterade i det japanska seniorlandslaget under våren 2019 och blev senare samma år uttagen till VM i Frankrike.